# 禮服袍

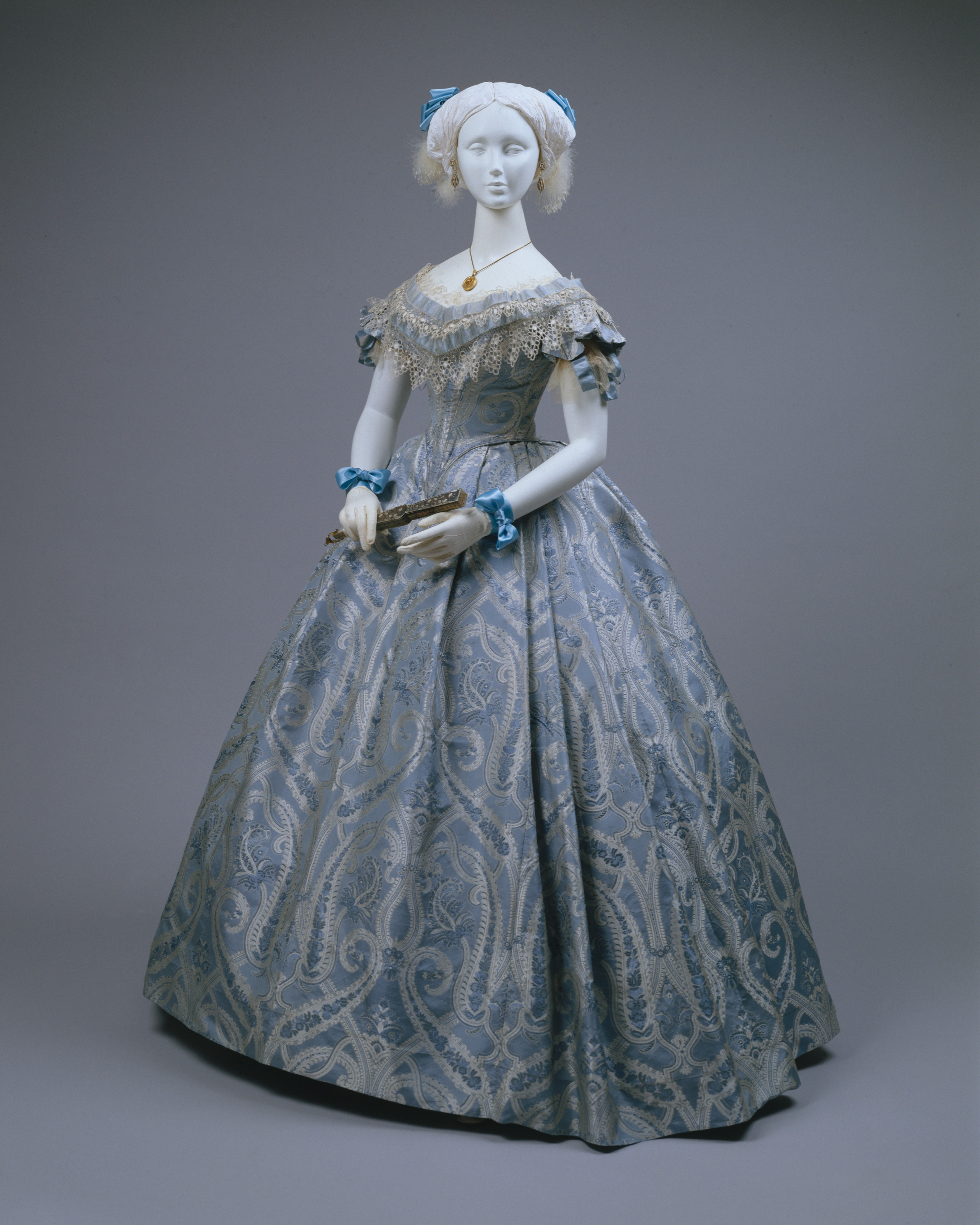
約製於1860年的美國絲綢與棉質舞會禮服袍，現藏大都會藝術博物館

禮服袍是一种宽松的服装，而且長度不一，短則只到膝盖，長則覆蓋全身。中世纪早期到17世纪，欧洲男女都穿这种服装，并且某些职业和特定人士一直穿這種服裝，直到現在也依然穿著。例如学位服、法官穿的服裝和一些神职人员所穿的服裝就直接源自中世纪的禮服袍，而且從16世纪和17世纪時開始特定職業人士穿的禮服袍就逐漸演變成他們的制服。